# Quatuor pour piano et cordes de Taneïev
Pour les articles homonymes, voir Quatuor pour piano et cordes.
Le Quatuor pour piano et cordes en mi majeur opus 20 est un quatuor de Sergueï Taneïev qui prend comme modèle le quatuor opus 25 de Brahms. Il fut créé par le Quatuor bohémien et le compositeur au piano en 1906 à Moscou.

## Analyse de l'œuvre
1. Allegro brillante
2. Adagio più tosto largo - Allegro agitato
3. Allegro molto - Moderato serafico

La durée d'exécution est d'environ trente-huit minutes.